# نلتقي في أغسطس
نلتقي في أغسطس (بالإسبانية: En agosto nos vemos)‏ هي رواية للمؤلف الكولومبي غابرييل غارثيا ماركيث، نُشرت بعد وفاته في مارس 2024. صدرت في الذكرى 97 لميلاده، في 6 مارس.

## خلفية
الرواية كانت من المقرر في الأصل أن تكون مجموعة من أربع قصص. عمل غارثيا على الرواية منذ عام 1997 على الأقل. في سبتمبر من ذلك العام قرأ أجزاء من الكتاب بصوت عالٍ في جامعة جورجتاون. ومع ذلك، فقد تركها وعمل على ذكريات عاهراتي الحزينات. في عام 2004، علق بأنه يشعر بالرضا عن تطور بطل الرواية، لكنه لا يشعر بالرضا عن نسخة الرواية التي كتبها. وفي نهاية حياته بدأ يعاني من الخرف، وبسبب مشاكل في ذاكرته، لم يعد قادرًا على متابعة حبكة الرواية، وبالتالي لم يتمكن من إكمالها. وضعت مخطوطة الرواية في أرشيف مركز هاري رانسوم بعد وفاة غارثيا ماركيث. وطلبت عائلته عدم نشر الرواية غير المكتملة. ولكن في عام 2022، أعاد أبناؤه قراءة مسودات الرواية التي كان عددها خمسة. على الرغم من أن غارثيا طلب من أبنائه ضمان إخفاء مخطوطة الرواية أو إتلافها، إلا أنهم وجدوا قيمة أدبية في الرواية، واختاروا تحريرها وإصدارها، قائلين "لقد فكرنا في الأمر لمدة ثلاث ثوان تقريبًا - هل كانت خيانة لوالدي؟" ، ل[رغبات] والدي؟ وقررنا، نعم، كانت خيانة ولكن هذا هو سبب وجود الأبناء". أعلن عن نشر كتاب نلتقي في أغسطس في أبريل 2023. وفقًا لأبنائه، سيكون هذا آخر عمل يُنشر لغارثيا، ولم يتبق أي شيء آخر في أرشيفه. قوبل اختيار أبنائه بنشر الرواية رغماً عن رغبة والدهم بنقد واسع.

## ملخص
تعيش آنا ماغدالينا باخ بسعادة مع زوجها منذ 27 عامًا. على الرغم من ذلك، تستقل العبارة كل شهر أغسطس إلى الجزيرة التي دُفنت فيها والدتها، وكل شهر أغسطس تصطحب حبيبًا جديدًا. وهي الرواية الأولى والوحيدة التي كتبها غارثيا ماركيث التي تتمحور حول بطلة الرواية.

## استقبال
قوبل نشر رواية غارسيا ماركيز بعد وفاته بترقب كبير. وطلب أكثر من 250 ألف نسخة مسبقًا في أمريكا اللاتينية، وفي كولومبيا، كان الكتاب ثالث أكثر الروايات مبيعًا من بائع الكتب Librería Nacional في الأسبوع الذي سبق صدوره. أضاء برج توري كولباتريا في العاصمة بوغوتا لإحياء ذكرى نشر الرواية.

## الملاحظات
1. ↑  غارثيا ماركيث وزوجته مرسيدس بارشا [الإنجليزية]، أنجبا ولدين: رودريغو وغونزالو غارثيا.[7]